# Головкин, Александр Анатольевич
Александр Анатольевич Головкин (род. 13 февраля 1966, Воскресенск, Московская область) — советский и российский хоккеист, защитник. Мастер спорта России (1993). Тренер.

## Биография
Воспитанник воскресенского «Химика». Играл за «Химик» (1982/83 — 1984/85, 1987/88, 1996/97 — 1999/2000), «Кристалл» Электросталь (1984/85, 1989/90 — 1995/96), СКА МВО Калинин (1985/86 — 1986/87), «Металлург» Череповец (1987/88 — 1988/89), «Керамик» Электроугли (1994/95), «Дизель» Пенза (1999/2000), МГУ и «Ривьера» (Москва, 2000/01), «Металлург» Серов (2001/02), «Капитан» Ступино (2002/03), «Белгород» (2003/04), «Владимир» (2004/05).
Победитель хоккейного турнира зимней Универсиады 1993.
Окончил Московский областной государственный институт физической культуры (1992).
Тренер в московских школах «Русь» (2005—2019, 2021—2023), «Спартак» (2019—2021), «Динамо» (с 2023/24).